# Ropicomimus
Ropicomimus is een kevergeslacht uit de familie van de boktorren (Cerambycidae). De wetenschappelijke naam van het geslacht werd voor het eerst geldig gepubliceerd in 1939 door Breuning.

## Soorten
Ropicomimus omvat de volgende soorten:
- Ropicomimus papuanus Breuning, 1940
- Ropicomimus ruber Breuning, 1939
- Ropicomimus vitticollis Breuning, 1953